# Gough
Otok Gough (/ɡɒf/ GOF), povijesno poznat i kao Gonçalo Álvares, krševit je vulkanski otok u južnom Atlantskom oceanu. Otok je zavisnost od Tristan da Cunha i dio britanskog prekomorskog teritorija Svete Helene, Ascension i Tristan da Cunha. Nalazi se 400 km jugoistočno od otočja Tristan da Cunha (koje uključuje otoke Nightingale i Inaccessible), 2,400 km sjeveroistočno od otoka Južna Georgia, 2,700 km zapadno od Cape Towna, i preko 3,200 km od najbliže točke Južne Amerike.
Otok Gough je nenaseljen, osim osoblja meteorološke stanice (obično šest ljudi) koje je južnoafrički Nacionalni antarktički program, uz britansko dopuštenje, neprekidno držao na otoku od 1956. To je jedno od najudaljenijih mjesta sa stalnom ljudskom prisutnošću. Dio je UNESCO- ve svjetske baštine "Gough i Inaccessible". Jedna je od najvažnijih kolonija morskih ptica na svijetu.

## Ime
Otok je na portugalskim kartama prvi put nazvan Ilha de Gonçalo Álvares. Gonçalo Álvares bio je portugalski istraživač koji je 1505. otkrio otok. Slučajno mijenjanje neobičnog portugalskog svetačkog imena Gonçalo sa španjolskim Diego dovela je do pogrešnog imena otok Diego Alvarez u izvorima na engleskom jeziku od 1800-ih do 1930-ih. Međutim, najvjerojatnije objašnjenje je da je to jednostavno pogrešno tumačenje "Is de Go Alvarez", imena kojim je otok predstavljen na nekim od ranih karata, gdje je "de Go" pretvoreno u "Diego".
Naziv "otok Gough" odnosi se na britanskog pomorca kapetana Charlesa Gougha s Richmonda, koji je ugledao otok 1732. godine.

## Povijest
Pojedinosti o otkriću otoka Gough nisu jasne, ali najvjerojatnije je to što je portugalski istraživač Gonçalo Álvares otkrio srpanj 1505. godine. Karte su tijekom sljedeća tri stoljeća otok nazvale po njemu. Na nekim kasnijim kartama, ovo je pogrešno navedeno kao Diego Alvarez.
Prema nekim povjesničarima, britanski trgovac Anthony de la Roché prvi se iskrcao na otok, u australsku jesen 1675.
Charles Gough ponovno je otkrio otok 3. ožujka 1732., misleći da otkriva novi otok. Od 1505. nosio je ime Gonçalo Álvares po kapetanu zastavnog broda Vasca da Game na njegovom epskom putovanju na istok, a pod tim imenom bio je označen s priličnom točnošću na kartama Južnog Atlantika tijekom sljedećih 230-ak godina. Zatim je 1732. kapetan Gough s britanskog broda Richmond izvijestio o otkriću novog otoka, koji je smjestio 400 milja istočno od Gonçala Álvaresa. Pedeset godina kasnije kartografi su shvatili da su ta dva otoka ista, i unatoč prioritetu portugalskog otkrića i većoj točnosti položaja koji su oni dali, usvojeno je ime "Goughov otok". Još uvijek je poznat pod svojim starim imenom Ilha de Gonçalo Álvares na portugalskom, iako Portugal ne polaže pravo ni na jedan od otoka u otočju Tristan da Cunha.
Početkom 19. stoljeća lovci na tuljane ponekad su nakratko naseljavali otok. Najraniji poznati primjer je grupa tuljana s američkog broda Rambler (kapetan Joseph Bowditch) koja je ostala na otoku u sezoni 1804. – 1805. Period lova na tuljane trajao je od 1804. do 1910. tijekom kojeg je poznato da su 34 broda za lov na tuljane posjetila otok, od kojih je jedan izgubljen u pučini.
Škotska nacionalna antarktička ekspedicija na Scotiji prva je znanstvena grupa koja je, 21. travnja 1904., posjetila otok, pri čemu su William Speirs Bruce i drugi prikupili uzorke. Ekspedicija Shackleton-Rowett također se zaustavila na otoku 1922. Postojalo je kratko razdoblje ljudske okupacije u trajanju od dvije godine od 1936. do 1938. kada su se lovile ptice, sakupljala njihova jaja i sakupljalo naplavljeno drvo, guano i jabuke.
Otok Gough službeno je 1938. pripojen Ujedinjenom Kraljevstvu, tijekom posjeta HMS Milford iz Kraljevske mornarice.
Godine 1995. otok je uvršten na UNESCO-ov popis svjetske baštine. Godine 2004. područje je prošireno na otok Inaccessible, a morska zona otoka Gough proširena je s 3 na 12 milja. Mjesto je preimenovano u otoke Gough i Inaccessible. Kriteriji odabira lokacije ne uključuju njen geomorfološki interes. Kao što se dogodilo, otoci Gough i Inaccessible uključeni su u moguću "serijsku prekograničnu nominaciju" za Srednjoatlantski hrbat, koja bi uključivala i druga vulkanska mjesta u Atlantiku.
Otok Gough jedina je zemlja izvan Južne Amerike s koje će se moći vidjeti pomrčina Sunca 12. rujna 2034. (ne računajući djelomične faze); središte puta totaliteta prelazi preko otoka.

## Geografija i geologija
Otok Gough nalazi se u južnom Atlantskom oceanu i jedan je od najudaljenijih otoka na svijetu. Dok je središnji dio otoka visoravan, zapadni dio ima visoravni s vrhovima i liticama koje se uzdižu preko 350 metara. Otok Gough je otprilike pravokutan,  dugačak 13 km, a širok 7 km. Ima površinu od 91 km2, s najvišim vrhom na preko 900 m/nm. Glenovi su se duboko usjekao u unutrašnje planine sa sjeverne i istočne strane. Geološke formacije na otoku su vulkanskog porijekla.
Topografske značajke uključuju njegov najviši vrh, Edinburgh Peak (910 m), kao i Hags Tooth, Mount Rowett, Sea Elephant Bay, Quest Bay i Hawkins Bay.
Oko Gougha su mali satelitski otoci i stijene, kao što su Southwest Island, Saddle Island (na jugu), Tristiana Rock, Isolda Rock (zapad), Round Island, Cone Island, Lotova žena, Church Rock (sjever), Penguin Island (sjeveroistok) i The Admirals (istok).
Prosječna temperatura je 12 °C, dok je prosječna količina oborina 3,000 mm. Zimi u gorju pada snijeg.

### Klima
Prema Köppen sustavu, otok Gough ima oceansku klimu (Cfb). Najviše temperature na otoku Gough su između 11 °C i 17 °C tijekom dana tijekom cijele godine, zbog svog izoliranog položaja daleko u južnom Atlantiku. Kao rezultat toga, ljeta nikad nisu vruća i vrlo su osjetljivi na hladne fronte. Atlantik je puno hladniji na južnoj hemisferi nego na sjevernoj, ali su mrazevi još uvijek vrlo rijetki zbog velike naoblake. Oborine su velike tijekom cijele godine, a sunčanih sati malo. Snijeg često pada na vrhovima i visoravnima tijekom cijele godine (s pojavama ljetnog snijega na vrhovima od 900 metara), ali je rijedak na razini mora.
| Klimatološki srednjaci za otok Gough (1961.–1990.) | Klimatološki srednjaci za otok Gough (1961.–1990.) | Klimatološki srednjaci za otok Gough (1961.–1990.) | Klimatološki srednjaci za otok Gough (1961.–1990.) | Klimatološki srednjaci za otok Gough (1961.–1990.) | Klimatološki srednjaci za otok Gough (1961.–1990.) | Klimatološki srednjaci za otok Gough (1961.–1990.) | Klimatološki srednjaci za otok Gough (1961.–1990.) | Klimatološki srednjaci za otok Gough (1961.–1990.) | Klimatološki srednjaci za otok Gough (1961.–1990.) | Klimatološki srednjaci za otok Gough (1961.–1990.) | Klimatološki srednjaci za otok Gough (1961.–1990.) | Klimatološki srednjaci za otok Gough (1961.–1990.) | Klimatološki srednjaci za otok Gough (1961.–1990.) |
| mjesec                                             | sij                                                | velj                                               | ožu                                                | tra                                                | svi                                                | lip                                                | srp                                                | kol                                                | ruj                                                | lis                                                | stu                                                | pro                                                | godina                                             |
| -------------------------------------------------- | -------------------------------------------------- | -------------------------------------------------- | -------------------------------------------------- | -------------------------------------------------- | -------------------------------------------------- | -------------------------------------------------- | -------------------------------------------------- | -------------------------------------------------- | -------------------------------------------------- | -------------------------------------------------- | -------------------------------------------------- | -------------------------------------------------- | -------------------------------------------------- |
| srednji maksimum, °C                               | 17,2                                               | 17,4                                               | 16,9                                               | 15,4                                               | 13,7                                               | 12,4                                               | 11,5                                               | 11,2                                               | 11,5                                               | 12,9                                               | 14,9                                               | 16,2                                               | 14,3                                               |
| srednja dnevna temperatura, °C                     | 13,9                                               | 14,4                                               | 13,9                                               | 12,8                                               | 11,3                                               | 10,0                                               | 9,1                                                | 8,9                                                | 8,9                                                | 10,1                                               | 11,9                                               | 13,2                                               | 11,5                                               |
| srednji minimum, °C                                | 11,1                                               | 11,6                                               | 11,3                                               | 10,4                                               | 8,9                                                | 7,6                                                | 6,6                                                | 6,5                                                | 6,6                                                | 7,8                                                | 9,4                                                | 10,3                                               | 9,0                                                |
| oborine, mm                                        | 210                                                | 183                                                | 254                                                | 276                                                | 286                                                | 310                                                | 273                                                | 304                                                | 270                                                | 249                                                | 213                                                | 241                                                | 3069                                               |
| oborine, dani                                      | 16                                                 | 13                                                 | 18                                                 | 19                                                 | 21                                                 | 22                                                 | 23                                                 | 21                                                 | 20                                                 | 18                                                 | 16                                                 | 18                                                 | 225                                                |
| Izvor: NOAA, Deutscher Wetterdienst (ekstremi)     |                                                    |                                                    |                                                    |                                                    |                                                    |                                                    |                                                    |                                                    |                                                    |                                                    |                                                    |                                                    |                                                    |

## Fauna i flora
Gough i Inaccessible su zaštićeni rezervat divljih životinja, koji je UNESCO proglasio mjestom svjetske baštine. Opisuje se kao jedan od najmanje narušenih ekosustava te vrste i jedno od najboljih skloništa za gnijezdeće morske ptice u Atlantiku. Konkretno, domaćin je gotovo cijeloj svjetskoj populaciji tristanskog albatrosa (Diomedea dabbenena) i bjelotrbog zovoja (Pterodroma incerta). Na otoku je endemska velika mlakuša (Gallinula comeri) koja gotovo ne leti, i kritično ugroženi crnobradi sjemenar (Rowettia goughensis).

### Ptice
BirdLife International označio je otok kao važno područje za ptice (IBA) zbog endemskih kopnenih ptica i kao mjesto za razmnožavanje morskih ptica. Ptice za koje IBA ima značaj za očuvanje uključuju krunate pingvine (Eudyptes moseleyi, 30 000 gnijezdećih parova), tristanske albatrose (Diomedea dabbenena, 1500–2000 parova), mrke albatrose (Phoebetria fusca, 5 000 parova), žutonose albatrose (Thalassarche chlororhynchos) (5 000 parova), krupnokljune zovoje (1 750 000 parova), kratkokljune zovoje (20 000 parova), sive zovoje (400 000 parova), bjelotrbe zovoje (900 000 parova), dugoktrile zovoje (5 000 parova), sivosmeđe zovoje (10 000 parova), crnokape zovoje (100 000 parova), kratkorepe zovoje (10 000 parova),  sivoleđe burnice (Garrodia nereis, 10 000 parova), bjelolice burnice (Pelagodroma marina, 10 000 parova), bjelotrbe burnice (Fregetta grallaria, 10 000 parova), antarktičke čigre (Sterna vittata, 500 parova), smeđe pomornike (Stercorarius antarcticus, 500 parova), velike mlakuše (Gallinula comeri, 2500 parova) i crnobrade sjemenare (Rowettia goughensis, 3000 jedinki).

### Sisavci
Otok ima veliku gnjezdeću populaciju subantarktičke medvjedice, a neki južni pravi kitovi još uvijek migriraju oko otoka.
Kućni miševi trenutno su prisutni na otoku (vidi Invazivne vrste).

### Invazivne vrste

#### Bisernica (Sagina procumbens)
Godine 1998. na otoku su pronađene brojne biljke bisernice (Sagina procumbens ) koje su sposobne dramatično transformirati planinski biljni ekosustav (kao što je to slučaj na Otocima Princa Edwarda ). Napori na iskorjenjivanju su u tijeku, ali se očekuje da će zahtijevati godine 'usklađenog napora'.

#### Kućni miševi
U travnju 2007. istraživači su objavili dokaze da se grabež unesenih kućnih miševa na piliće morskih ptica događa na razinama koje bi mogle dovesti do izumiranja tristanskog albatrosa i bjelotrbih zovoja. Od listopada 2018. procjenjuje se da se uzgaja čak 2.000.000 jaja i pilića manje zbog utjecaja miševa na otok, prijeteći izumiranjem nekoliko vrsta morskih ptica koje se razmnožavaju isključivo ili gotovo isključivo na otoku Gough.
Kraljevsko društvo za zaštitu ptica (RSPB) dodijelilo je 62.000 funti od Programa zaštite okoliša prekomorskih teritorija britanske vlade za financiranje dodatnih istraživanja miševa s otoka Gough i studije izvedivosti o tome kako se s njima najbolje nositi. Ova je potpora također platila procjenu problema štakora na otoku Tristan da Cunha. Počela su ispitivanja metode iskorjenjivanja miševa mamcem i naposljetku je planiran program iskorjenjivanja vrijedan 9,2 milijuna funti, koji bi trebao započeti 2020., a očekuje se da će otok biti bez miševa do 2022. Međutim, datum početka odgođen je do 2021. zbog pandemije COVID-19. Program je koristio helikoptere za bacanje kuglica žitarica koje sadrže rodenticid brodifakum. Gough je također identificiran kao treći najvažniji otok na svijetu (od 107 otoka) koji će biti cilj uklanjanja neautohtonih invazivnih sisavaca kako bi se ugrožene vrste spasile od izumiranja i kako bi se postigao značajan napredak prema postizanju cilja globalnog očuvanja.
Od prosinca 2021. voditelj projekta uništavanja populacije miševa smatra da je to bio neuspjeh, budući da je nakon završetka projekta uočen živi miš, što je impliciralo da na Goughu ima još živih miševa. Unatoč tome, RSPB planira budući pokušaj obnove primjenom mamca rodenticida, nakon što provede određena istraživanja kako bi poboljšao ovu operaciju.

## Meteorološka stanica
Na otoku Gough od 1956. radi meteorološka stanica. Djeluje kao dio mreže Južnoafričke meteorološke službe. Budući da se hladne fronte približavaju Južnoj Africi s jugozapada, stanica Gough posebno je važna u predviđanju zimskog vremena. U početku je bila smještena u stanici u The Glenu, ali se 1963. preselila u južne nizine otoka, na lokaciju 40°20′59″S 9°52′49″W / 40.34972°S 9.88028°W.

### Ljudska prisutnost
Svake godine novi tim za prezimljavanje stiže brodom iz Cape Towna (počevši od 2012., SA Agulhas II ) da popuni meteorološku stanicu i izvede znanstvena istraživanja. Tim za određenu godinu može se nazvati "Gough" i broj ekspedicije: Na primjer, tim iz 1956. označen je kao "Gough 01", a tim za 2013. bio je "Gough 58". Svaki novi tim izravno zamjenjuje onaj koji odlazi, čime održava stalnu ljudsku prisutnost na otoku.
Tim se obično sastoji od:
- Višeg meteorologa
- Dva mlađa meteorologa
- Radio tehničar
- Liječnika
- Dizel mehaničara
- Nekoliko biologa (ovisno o tekućim istraživačkim projektima)

Ekipa je opskrbljena hranom za cijelu godinu. Ljudi i teret iskrcavaju se ili helikopterom, s opskrbnog broda opremljenog helidromom ili fiksnom dizalicom na vrhu litice u blizini stanice (mjesto prikladno nazvano "Crane Point").
Dana 11. veljače 2014., član istraživačkog tima ugušio se na otoku, a njegovo tijelo je vraćeno u Južnu Afriku.

## Vanjske poveznice
- www.goughisland.com – The Gough Island Restoration Project website
- Gough Island Gallery  Arhivirana inačica izvorne stranice od 1. listopada 2020. (Wayback Machine)
- Facebook Groups – Gough Island team discussions
- Gough and Inaccessible Islands – UNESCO wildlife reserve publication
- Photographs of Gough Island – Flickr publication by Chantal van Staden.